# Hansjörg Schellenberger
Hansjörg Schellenberger és un director i oboista alemany, nascut el 1948.
Amb disset anys, va guanyar el primer premi al concurs alemany Jugend musiziert, que li comportà una beca per seguir estudiant a Interlochen (Michigan, EUA). Continuà els seus estudis a Múnic amb Manfred Clement , assistint a master-classes amb Heinz Holliger. Durant aquest període va participar en nombrosos concerts, molts d'ells dedicat a música contemporània, i va obtenir premis en diverses competicions internacionals, entre les quals el segon premi al Concurs internacional de música ARD, a Múnic.
Durant els anys setanta fou solista de l'Orquestra de la Ràdio de Colònia, i del 1980 al 2001, de l'Orquestra Filharmònica de Berlín. Entre 1980 i 2001 va tocar amb directors com Karajan, Leinsdorf, Giulini, Muti, Mehta i Abbado. Ha dedicat una part gran de la seva activitat artística a música de cambra amb grups com el Wind Ensemble de la Filharmonia de Berlín, i la Viena-Berlín Ensemble.
Del 1981 al 1991 va ensenyar a l'Acadèmia de Música del Berlín. També ha estat Professor Convidat a la Chigiana Acadèmia de Sienna, a Itàlia, participant amb les seves master-class en el projecte Magister Musicae. Actualment és professor principal d'oboè a la Escola Superior de Música Reina Sofía a Madrid.
El 1991 Schellenberger va fundar el cicle de concerts Berliner-Hadyn-Konzerte, que continua dirigint. Ha enregistrat els Quintets de vent i piano de Beethoven i Mozart, i el Trio per piano, oboè i fagot de Poulenc, amb J. Levine i M. Turkovic.